# Graig Nettles
Graig Nettles (né le 20 août 1944 à San Diego, Californie, États-Unis) est un joueur de troisième but qui évolua dans les Ligues majeures de baseball de 1967 à 1988. Il est surtout associé aux Yankees de New York, pour qui il joue 11 de ses 22 saisons dans les majeures. Avec ce club, dont il est le capitaine en 1982 et 1983, Nettles est vainqueur des Séries mondiales de 1977 et 1978, et plus tard désigné meilleur joueur de la Série de championnat 1981 de la Ligue américaine, Il est invité 6 fois au match des étoiles durant sa carrière, gagne le Gant doré en 1976 et 1977, et mène la Ligue américaine avec 32 circuits en 1976.

## Carrière
Prénommé Graig par sa mère qui associa les prénoms Greg et Craig, Nettles porte les couleurs des Aztecs durant ses études universitaires à l'université d'État de San Diego. Drafté le 8 juin 1965 par les Twins du Minnesota, il débute en Ligue majeure le 6 septembre 1967. Échangé aux Indians de Cleveland en décembre 1969, il y reste trois saisons. Il est désigné joueur de l'année de la franchise de Cleveland en 1971. avant de rejoindre le club de cœur de son enfance, les Yankees de New York. Nettles passe la moitié de sa longue carrière sous l'uniforme des Yankees (11 saisons) et en devient le capitaine de 1982 à 1984. Il quitte New York à la suite de la publication d'un livre (Balls, 1984) qu'il cosigne avec Peter Golenbock où il critique le propriétaire des Yankees, George Steinbrenner. Steinbrenner n'accepte pas cette attitude et échange Nettles.
Il termine sa carrière en jouant encore trois saisons chez les Padres de San Diego, une pour les Braves d'Atlanta et la dernière à Montréal avec les Expos.
Après sa carrière de joueur, Nettles devient instructeur chez les Yankees (1991) puis chez les Padres (1995).